# Équipe de Chine de tennis de table
L'équipe nationale chinoise de tennis de table est l'équipe nationale représentant la République Populaire de Chine lors des événements internationaux de tennis de table. Elle a été créée en 1952.

## Palmarès des compétitions par équipes

### Jeux Olympiques
Les équipes de Chine ont remportés toutes les médailles d'or depuis l'instauration de l'épreuve par équipes en 2008.

#### Equipe messieurs
- Médaille d'or (5) : 2008, 2012, 2016, 2020, 2024

#### Equipe dames
- Médaille d'or (5) : 2008, 2012, 2016, 2020, 2024

### Championnats du monde

#### Equipe messieurs
- Médaille d'or (23)
- Médaille d'argent (5)
- Médaille de bronze (3)

#### Equipe dames
- Médaille d'or (19)
- Médaille d'argent (2)

### Coupe du monde de tennis de table

#### Equipe messieurs
- Médaille d'or (10)

#### Equipe dames
- Médaille d'or (11)

#### Equipe mixte
- Médaille d'or (2) : 2023, 2024

## Joueurs
Les classements donnés ci-dessous correspondent aux classements ITTF de mars 2017.
Les noms chinois sont donnés tels que le nom de famille précède le nom personnel.
La prise de raquette orthodoxe correspond à la prise également appelée classique ou européenne.

### Équipe masculine
| Classement mondial | Nom                 | Date de naissance | Equipe provinciale | Main utilisée | Prise de raquette |
| ------------------ | ------------------- | ----------------- | ------------------ | ------------- | ----------------- |
| 1                  | Ma Long (capitaine) | 20 octobre 1988   | Beijing            | Droitier      | orthodoxe         |
| 2                  | Fan Zhendong        | 22 janvier 1997   | APL                | Droitier      | orthodoxe         |
| 3                  | Xu Xin              | 8 janvier 1990    | Shanghai           | Gaucher       | porte-plume       |
| 4                  | Zhang Jike          | 16 février 1988   | Shandong           | Droitier      | orthodoxe         |
| 9                  | Fang Bo             | 9 janvier 1992    | Shandong           | Droitier      | orthodoxe         |
| 14                 | Yan An              | 12 janvier 1993   | Beijing            | Droitier      | orthodoxe         |
| 27                 | Zhou Yu             | 19 mai 1992       | APL                | Droitier      | orthodoxe         |
| 38                 | Liang Jingkun       | 20 octobre 1996   | Hebei              | Droitier      | orthodoxe         |
| 45                 | Shang Kun           | 21 novembre 1990  | Shanghai           | Gaucher       | orthodoxe         |
| 46                 | Lin Gaoyuan         | 19 mars 1995      | Guangdong          | Gaucher       | orthodoxe         |
| 165                | Hou Yingchao ^      | 15 juin 1982      | Beijing            | Droitier      | orthodoxe         |
| 172                | Xu Haidong          | 12 juin 2000      | Liaoning           | Droitier      | porte-plume       |
| 179                | Yu Heyi             | 25 février 2000   | Henan              | Droitier      | orthodoxe         |
| 220                | Yang Shuo           | 18 janvier 2001   | Liaoning           | Droitier      | orthodoxe         |
| 291                | Xu Yingbin          | 12 mars 2001      | Heilongjiang       | Droitier      | orthodoxe         |
| 552                | Xing Hangwei ^      | 25 février 1997   |                    |               |                   |
|                    | Zhu Cheng           | 21 mai 1997       | Jiangsu            | Gaucher       | orthodoxe         |
|                    | Song Xu             | 10 mars 1997      | APL                | Gaucher       | orthodoxe         |
|                    | Fang Yinchi         | 5 février 1996    | Liaoning           | Droitier      | orthodoxe         |
|                    | Zhou Kai            | 1er mars 1996     | APL                | Droitier      | orthodoxe         |
|                    | Zhao Zhaoyan        | 4 janvier 1998    | APL                | Gaucher       | orthodoxe         |
|                    | Wang Chuqin         | 11 mai 2000       | Beijing            | Gaucher       | orthodoxe         |
|                    | Cao Wei             | 8 septembre 1999  | Beijing            | Gaucher       | orthodoxe         |
|                    | Yuan Licen          | 28 mai 2000       | Liaoning           | Gaucher       | orthodoxe         |
|                    | Yu Zhengyang        | 23 janvier 2002   | Jiangsu            | Droitier      | orthodoxe         |
|                    | Li Duo              | 21 avril 2001     | Jiangsu            | Droitier      | orthodoxe         |
|                    | Yu Ziyang           | 23 mai 1998       | Heilongjiang       | Gaucher       | orthodoxe         |
|                    | Lü Xiang            | 9 août 1996       | Zhejiang           | Gaucher       | orthodoxe         |
|                    | Lai Jiaxin          | 15 janvier 1995   | Sichuan            | Droitier      | orthodoxe         |
|                    | Ren Hao             | 1995              | Henan              | Droitier      | orthodoxe         |
|                    | Liu Dingshuo        | 13 janvier 1998   | Shandong           | Droitier      | orthodoxe         |
|                    | Zhou Qihao          | 12 janvier 1997   | Guangdong          | Droitier      | orthodoxe         |
|                    | Xue Fei             | 10 février 1999   | Hubei              | Droitier      | porte-plume       |
|                    | Fan Shengpeng       | 19 octobre 1994   | Hebei              | Droitier      | porte-plume       |
|                    | Zheng Peifeng       | 28 mars 1996      | Fujian             | Droitier      | porte-plume       |
|                    | Wu Hao              | 26 janvier 1989   | Shandong           | Gaucher       | orthodoxe         |
|                    | Liu Jikang          | 17 décembre 1991  | Liaoning           | Droitier      | orthodoxe         |
|                    | Zhu Linfeng         | 17 janvier 1996   | Sichuan            | Gaucher       | orthodoxe         |
|                    | Liu Yi              | 8 novembre 1992   | Hebei              | Gaucher       | orthodoxe         |
|                    | Cui Qinglei         | 12 juillet 1989   | Hebei              | Droitier      | orthodoxe         |
|                    | Kong Lingxuan       | 26 mai 1996       | Shandong           | Gaucher       | orthodoxe         |
|                    | Ma Te               | 10 janvier 1994   | Tianjin            | Droitier      | orthodoxe         |
|                    | Chen Xin            | 7 août 1996       | Fujian             | Droitier      | orthodoxe         |
|                    | Zhang Yudong        | 11 janvier 1996   | Jiangsu            | Droitier      | orthodoxe         |
|                    | Zhao Zihao          | 6 janvier 1997    | Shanghai           | Droitier      | porte-plume       |
|                    | Cheng Jingqi        | 7 mars 1994       | Hebei              | Gaucher       | orthodoxe         |
|                    | Yan Sheng           | 16 janvier 1997   | Sichuan            | Droitier      | porte-plume       |
|                    | Li Yijie            | 3 avril 1997      | Guangdong          | Droitier      | orthodoxe         |
|                    | Peng Feilong        | 9 août 2000       | Shanghai           | Droitier      | orthodoxe         |
|                    | Wang Kai            | 1997              | Zhejiang           | Droitier      | orthodoxe         |
|                    | Guo Wen             | 9 septembre 1997  | Shandong           | Droitier      | orthodoxe         |
|                    | Xu Chenhao          | 29 mars 1995      | APL                | Droitier      | orthodoxe         |
|                    | Wei Shihao          | 23 avril 1996     | Shandong           | Gaucher       | orthodoxe         |
|                    | Hao Shuai           | 1er octobre 1983  | Tianjin            | Gaucher       | orthodoxe         |
|                    | Ji Jiale            | 10 février 1999   | Beijing            | Droitier      | orthodoxe         |
|                    | Quan Kaiyuan        | 2001              | Liaoning           | Droitier      | orthodoxe         |
|                    | Geng Zihao          | 2 mai 1995        | Henan              | Gaucher       | porte-plume       |

### Equipe féminine
| Classement mondial | Nom                   | Date de naissance | Equipe provinciale | Main utilisée | Prise de raquette |
| ------------------ | --------------------- | ----------------- | ------------------ | ------------- | ----------------- |
| 1                  | Ding Ning (capitaine) | 20 juin 1990      | Beijing            | Gauchère      | Orthodoxe         |
| 2                  | Liu Shiwen            | 12 avril 1991     | Guangdong          | Droitière     | Orthodoxe         |
| 5                  | Chen Meng             | 15 janvier 1994   | Shandong           | Droitière     | Orthodoxe         |
| 10                 | Wu Yang               | 5 janvier 1992    | Shanxi             | Droitière     | Orthodoxe         |
| 38                 | Wang Manyu            | 9 février 1999    | Heilongjiang       | Droitière     | Orthodoxe         |
| 40                 | Wen Jia               | 28 février 1989   | Liaoning           | Gauchère      | Orthodoxe         |
| 45                 | Chen Xingtong         | 27 mai 1997       | Liaoning           | Droitière     | Orthodoxe         |
| 47                 | Gu Yuting             | 14 janvier 1995   | Shandong           | Gauchère      | Orthodoxe         |
| 60                 | Che Xiaoxi            | 3 mars 1993       | Heilongjiang       | Droitière     | Orthodoxe         |
| 69                 | Shi Xunyao            | 16 juillet 2001   | Jiangsu            | Gauchère      | Orthodoxe         |
| 75                 | Sun Chen              | 13 avril 1997     | Beijing            | Droitière     | Porte-plume       |
| 76                 | Li Jiayi              | 8 janvier 1994    | Liaoning           | Droitière     | Orthodoxe         |
| 82                 | Sheng Dandan          | 15 janvier 1992   | Beijing            | Droitière     | Orthodoxe         |
| 109                | Yu Yang ^             | 1er avril 1991    |                    |               |                   |
| 129                | Liu Weishan           | 4 octobre 1999    | Tianjin            | Droitière     | Orthodoxe         |
| 177                | Sun Yizhen            | 26 mai 2000       | Shandong           | Droitière     | Orthodoxe         |
| 292                | Yuan Yuan ^           | 19 janvier 2001   | Sichuan            | Droitière     | Orthodoxe         |
| 306                | Chi Ge ^              | 1999              |                    |               |                   |
| 309                | Yang Jingxu ^         | 13 février 1995   |                    |               |                   |
|                    | Liu Shiwen            | 12 avril 1991     | Guangdong          | Droitière     | Orthodoxe         |
|                    | He Zhuojia            | 25 octobre 1998   | Hebei              | Droitière     | Orthodoxe         |
|                    | Sun Yingsha           | 4 novembre 2000   | Hebei              | Droitière     | Orthodoxe         |
|                    | Qian Tianyi           | 23 janvier 2000   | Jiangsu            | Gauchère      | Orthodoxe         |
|                    | Sun Mingyang          | 6 février 1999    | Ningxia            | Droitière     | Orthodoxe         |
|                    | Guo Yuhan             | 18 février 2000   | Beijing            | Droitière     | Orthodoxe         |
|                    | Mu Jingyu             | 19 janvier 1999   | Tianjin            | Droitière     | Porte-plume       |
|                    | Fan Siqi              | 28 février 1998   | Shandong           | Droitière     | Orthodoxe         |
|                    | Mu Zi                 | 9 janvier 1989    | APL                | Droitière     | Orthodoxe         |
|                    | Hu Limei              | 28 septembre 1995 | APL                | Droitière     | Orthodoxe         |
|                    | Feng Yalan            | 25 janvier 1990   | Hubei              | Droitière     | Orthodoxe         |
|                    | Li Xiaodan            | 6 mars 1990       | Shanxi             | Droitière     | Orthodoxe         |
|                    | Liu Fei               | 18 janvier 1994   | Jiangsu            | Droitière     | Orthodoxe         |
|                    | Liu Gaoyang           | 13 juin 1996      | Shandong           | Gauchère      | Orthodoxe         |
|                    | Chen Ke               | 26 mars 1997      | Jiangsu            | Gauchère      | Orthodoxe         |
|                    | Zhang Rui             | 23 janvier 1997   | Hubei              | Droitière     | Orthodoxe         |
|                    | Wang Yidi             | 14 février 1997   | Yunnan             | Droitière     | Orthodoxe         |
|                    | Zhu Chaohui           | 16 février 1996   | Jiangsu            | Gauchère      | Orthodoxe         |
|                    | Liu Xi                | 17 avril 1995     | Shandong           | Droitière     | Orthodoxe         |
|                    | Guo Yan               | 10 août 1997      | Sichuan            | Droitière     | Orthodoxe         |
|                    | Gu Ruochen            | 3 janvier 1994    | Shandong           | Droitière     | Orthodoxe         |
|                    | Guo Yichen            | 5 janvier 1995    | Zhejiang           | Gauchère      | Orthodoxe         |
|                    | Zhang Qiang           | 27 avril 1994     | Jiangsu            | Droitière     | Porte-plume       |
|                    | Jiang Yue             | 24 février 1995   | Shanghai           | Gauchère      | Orthodoxe         |
|                    | Lan Xi                | 25 août 1996      | Liaoning           | Gauchère      | Orthodoxe         |
|                    | Yuan Xuejiao          | 1995              | Henan              | Droitière     | Orthodoxe         |
|                    | Liu Ming              | 15 avril 1998     | Yunnan             | Droitière     | Orthodoxe         |
|                    | Zhao Yan              | 28 novembre 1993  | Jiangsu            | Droitière     | Orthodoxe         |
|                    | Zheng Shichang        | 18 janvier 1992   | Shanxi             | Droitière     | Orthodoxe         |
|                    | Huang Fanzhen         | 16 janvier 2000   | APL                | Droitière     | Orthodoxe         |
|                    | Wang Tianyi           | 2 mars 2002       | Shandong           | Droitière     | Orthodoxe         |

^: pongiste non régulière